# PlantUML
PlantUML és una eina de programació per a crear diagrames a partir de text simple. Suporta la creació de diagrames UML i altres formats com a Mapa mental, ArchiMate, Diagrama de blocs, BPMN, Diagrama de Gantt i altres.
Des de la primera publicació el 17 d'abril de 2009, PlantUML està en constant evolució per millorar les seves funcionalitats.